# دراجات بروكسل الكلاسيكية 2019
دراجات بروكسل الكلاسيكية 2019 (بالفرنسية: Brussels Cycling Classic 2019)‏ هو سباق دراجات هوائية، وهو الموسم رقم 99 من السباق، وأقيم في 7 سبتمبر 2019، وامتدّ لمسافة 189.4 كيلومتر، وهو أحد سباقات طواف أوروبا للدراجات 2019، وهو من نوع  سباق يوم واحد، وقد شارك في السباق  174 متسابقاً.
.

## الفرق
| فرق عالمية (9)- Bora-hansgrohe - Deceuninck-Quick Step - Lotto Soudal - AG2R La Mondiale - Astana - جروباما-إف دي جي - Mitchelton-Scott - Trek-Segafredo - UAE Team Emirates فرق قارية محترفة (15)- Cofidis, Solutions Crédits - Corendon-Circus - سبورت فلاندرين بالويس 2019 ‏ - غازبروم روسفيلو ‏ - Israel Cycling Academy - ويلير تريستينا-سيل إيطاليا 2019 ‏ - نيبو-فيني فانتيني-يوربا أوفيني ‏ - رومبوت تشارلز 2019 ‏ - ديلكو ‏ - Arkéa-Samsic - Total Direct Énergie - نوفو نورديسك 2019 ‏ - فيتال كونسبت 2019 ‏ - بنجوال باوليز ساوكس دبليو بي ‏ - Wanty-Groupe Gobert فريق قاري- Development Team DSM–Firmenich PostNL ‏ |  |
| |  |

## وصلات خارجية
- الموقع الرسمي
- لمحة عن سباق دراجات بروكسل الكلاسيكية 2019 على موقع  ProCyclingStats   (برو  سايكلنج  ستاتس) - إحصاءات  محترفي  الدراجات.
- دراجات بروكسل الكلاسيكية 2019 على موقع إحصائيات الدراجات الإحترافية (الإنجليزية)